# 马尔科·胡克
马尔科·胡克（Marco Huck，1984年11月11日—），德国拳击运动员，以其攻击型风格与重拳而著称。
胡克出生于南斯拉夫，为波什尼亚克人，幼年时随父母赴德国定居。在其职业拳击生涯中，他于2009年至2015年间拥有世界拳击组织（WBO）巡洋舰级拳王金腰带，是历史上保持该级别拳王头衔第二长的拳手。同时连续13次成功卫冕的战绩，也使他与约翰尼·尼尔森共同保持该级别连续卫冕的纪录。